# CF Monterrey
Club de Fútbol Monterrey Rayados – meksykański klub piłkarski z siedzibą w mieście Monterrey, stolicy stanu Nuevo León. Występuje w rozgrywkach Liga MX. Domowe mecze rozgrywa na obiekcie Estadio BBVA. Często określany poprzez swój przydomek Rayados de Monterrey.

## Historia
Pod koniec II wojny światowej grupa przedsiębiorców przemysłowych, na której czele stali Ramón Cárdenas Coronado, Enrique Ayala Medina, Paul C. Probert, Rogelio Cantú Gómez i Miguel Margáín Zozaya, postanowiła założyć zespół Club de Fútbol Monterrey, który w pierwszych latach swego istnienia rozgrywał mecze na stadionie Estadio Parque de Béisbol Cuauhtémoc. W swoim pierwszym zawodowym spotkaniu Monterrey wygrał 19 sierpnia 1945 roku z miejscowym klubem San Sebastián de León, a zwycięskiego gola zdobył José „Che” Gómez.
W roku 1986 Rayados pierwszy raz zdobyli tytuł mistrza Meksyku wygrywając 1 marca w finale z Tampico Madero 3:2 (na stadionie Estadio Tecnológico). Bramki zdobyli: Brazylijczyk Reinaldo Güeldini, oraz Francisco Javier „Abuelo” Cruz, który jednocześnie został królem strzelców.
Swój drugi tytuł mistrza Meksyku klub wywalczył podczas turnieju Clausura w roku 2003, kiedy to w finale pokonał klub Monarcas Morelia.
Trzecie trofeum mistrzowski Rayados zdobyli jesienią 2009, natomiast czwarte rok później.
Głównym sponsorem klubu jest największy koncern piwowarski w Meksyku FEMSA. Największym derbowym rywalem klubu jest Tigres UANL, a mecze z udziałem tych drużyn zwane są Clásico Regiomontano.

## Osiągnięcia

### Krajowe
- Liga MX

| zwycięstwo (5):     | 1986 (M), 2003 (C), 2009 (A), 2010 (A), 2019 (A)                 |
| drugie miejsce (7): | 1993, 2004 (A), 2005 (A), 2012 (C), 2016 (C), 2017 (A), 2024 (A) |

- Copa MX

| zwycięstwo (3):     | 1991, 2017 (A), 2020 |
| drugie miejsce (3): | 1964, 1969, 2018 (A) |

- Campeón de Campeones

| zwycięstwo (0):     | –    |
| drugie miejsce (1): | 2003 |

- Supercopa MX

| zwycięstwo (0):     | –    |
| drugie miejsce (1): | 2018 |

- InterLiga

| zwycięstwo (1):     | 2010 |
| drugie miejsce (0): | –    |

### Międzynarodowe
- Puchar Mistrzów CONCACAF

| zwycięstwo (5):     | 2011, 2012, 2013, 2019, 2021 |
| drugie miejsce (0): | –                            |

- Puchar Zdobywców Pucharów CONCACAF

| zwycięstwo (1):     | 1993 |
| drugie miejsce (0): | –    |

- Klubowe Mistrzostwa Świata

| trzecie miejsce (2): | 2012, 2019       |
| piąte miejsce (3):   | 2011, 2013, 2022 |

## Aktualny skład
Stan na 29 kwietnia 2025.
| Nr | Poz. | Piłkarz          |
| -- | ---- | ---------------- |
| 1  | BR   | Esteban Andrada  |
| 2  | OB   | Ricardo Chávez   |
| 3  | OB   | Gerardo Arteaga  |
| 4  | OB   | Víctor Guzmán    |
| 5  | PO   | Fidel Ambríz     |
| 7  | NA   | Germán Berterame |
| 8  | PO   | Óliver Torres    |
| 10 | PO   | Sergio Canales   |
| 11 | NA   | Alfonso Alvarado |
| 13 | OB   | Carlos Salcedo   |
| 14 | OB   | Érick Aguirre    |
| 15 | OB   | Héctor Moreno    |
| 17 | NA   | Jesús Corona     |

| Nr | Poz. | Piłkarz                |
| -- | ---- | ---------------------- |
| 19 | NA   | Jordi Cortizo          |
| 21 | OB   | Luis Reyes             |
| 22 | BR   | Luis Cárdenas          |
| 24 | BR   | César Ramos            |
| 25 | PO   | Nelson Deossa          |
| 29 | NA   | Lucas Ocampos          |
| 30 | PO   | Jorge Rodríguez        |
| 31 | NA   | Roberto de la Rosa     |
| 32 | OB   | Tony Leone             |
| 33 | OB   | Stefan Medina          |
| 34 | OB   | César Bustos           |
| 35 | PO   | Pedro Ramírez          |
| 93 | OB   | Sergio Ramos (kapitan) |